# Xanthoparmelia tablensis
Xanthoparmelia tablensis är en lavart som beskrevs av Hale, T. H. Nash & Elix. Xanthoparmelia tablensis ingår i släktet Xanthoparmelia och familjen Parmeliaceae.   Inga underarter finns listade i Catalogue of Life.